# Shoebox Zoo
Shoebox Zoo è una serie televisiva per ragazzi, di genere fantastico, prodotta dalla rete britannica BBC in cooperazione con diverse emittenti canadesi. Fu mandata in onda per la prima volta nel 2004 dalla BBC.